# Société photographique de Vienne
La Société photographique de Vienne (Photographische Gesellschaft), fondée le 22 mars 1861, est la première association de photographes en Autriche.